# Nicholas Gonzalez
Nicholas Edward Gonzalez (San Antonio, Texas, Estados Unidos, 3 de enero de 1976) es un actor estadounidense

## Primeros años
Nació en San Antonio, donde fue un estudiante en Central Catholic High School. Después de graduarse en 1994, consiguió un grado en la Universidad de Stanford en California.
Mientras estaba acabando su Bachelor of Arts en 1998, interpretó a un hombre llamado Gas en una pieza de teatro de María Irene Fornés.

## Carrera
En 1998, Nicholas González se trasladó a Los Ángeles, donde rápidamente aterrizó en dos series televisivasː la primera de la cadena ABC family, Dharma y Greg y la segunda One World de la NBC. Más tarde apareció como el hijo de Fidel Castro en la película My Little Assassin, protagonizando Joe Mantegna y Gabrielle Anwar. Pero la fama la consiguió interpretando a Andy, un chico gay, en la serie de MTV Undressed.
En el año 2000 se unió al elenco de Resurrection Blvd, como protagonista, donde interpretó a Alex Santiago, un estudiante que se fue del instituto para ser boxeador profesional. Mientras continuaba su trabajo en Resurrection Blvd, apareció en algunos episodios de Walker, Texas Ranger y That 70’s Show. Además apareció en la película The Princess and the Barrio Boy.
Continuó su carrera en películas como Sea of Dreams y Anacondas: The Hunt for the Blood Orchid. También ha aparecido en la serie Melrose Place (2009) y en 2011 interpretó a Mateo en Off The Map.
En los últimos años ha aparecido en series de éxito como Witches of East End, Sleepy Hollow, Modern Family, Jane the Virgin, The Flash, How to Get Away with Murder, Pretty Little Liars y The Good Doctor.

## Vida personal
Sus hobbies son el golf, los videojuegos y el póquer. Es un lector ávido, habiendo llegado a leer ocho libros en una semana. Él también es voluntario con organizaciones como el National Hispanic Institute y The Friends of El Faro. Además es un seguidor de los derechos de los animales y PETA.
Se casó con su novia, Kelsey Crane, el 16 de abril de 2016.

## Filmografía

### Películas
| Año  | Título                                   | Personaje        | Notas               |
| ---- | ---------------------------------------- | ---------------- | ------------------- |
| 1999 | My Little Assassin                       | Andre Castro     | Película televisiva |
| 2000 | The Princess and the Barrio Boy          | Sol Torres       | Película televisiva |
| 2001 | Scenes of the Crime                      | Marty            | Secundario          |
| 2002 | Marco Polo: Return to Xanadu             | Marco            | Voz                 |
| 2002 | Spun                                     | Angel            | Secundario          |
| 2004 | Anacondas: The Hunt for the Blood Orchid | Dr. Ben Douglas  | Protagonista        |
| 2005 | Dirty                                    | Agente Rodriguez | Secundario          |
| 2005 | Venice Underground                       | Jack             | Secundario          |
| 2006 | Behind Enemy Lines II: Axis of Evil      | Robert James     | Protagonista        |
| 2006 | Sea of Dreams                            | Sebastián        | Protagonista        |
| 2006 | Splinter                                 | Detective Diaz   | Secundario          |
| 2007 | Rockaway                                 | Trane            | Protagonista        |
| 2008 | B.O.H.I.C.A.                             | Rivera           | Secundario          |
| 2009 | Down For Life                            | Agente Guttierez | Secundario          |
| 2009 | Falling Awake                            | Eddie            | Protagonista        |
| 2010 | After the Fall                           | Eugene Gibbs     | Película televisiva |
| 2011 | S.W.A.T.: Firefight                      | Justin Kellogg   | Secundario          |
| 2011 | We Have Your Husband                     | Raul             | Película televisiva |
| 2012 | Left to Die                              | Alex             | Película televisiva |
| 2013 | Christmas Belle                          | Hunter Lowell    | Película televisiva |
| 2013 | Water & Power                            | Power            | Protagonista        |
| 2014 | The Purge: Anarchy                       | Carlos           | Secundario          |
| 2015 | Sympathy, Said the Shark                 | Ortega           | Protagonista        |
| 2016 | Chalk It Up                              | Entrevistador    | Secundario          |

### Series de televisión
2015  
Bones
Eric Morales
1 episodio

| Año         | Título                            | Personaje                                                 | Notas               |
| ----------- | --------------------------------- | --------------------------------------------------------- | ------------------- |
| 1999        | Undressed                         | Andy                                                      | 6 episodios         |
| 2000        | Walker, Texas Ranger              | Juan Guerro                                               | 1 episodio          |
| 2000 – 2002 | Resurrection Blvd.                | Alex Santiago                                             | 53 episodios        |
| 2001        | That 70's Show                    | Thomas                                                    | 1 episodio          |
| 2004        | The O.C.                          | T.J.                                                      | 6 episodios         |
| 2004 – 2005 | Law & Order: Special Victims Unit | Detective Mike Sandoval                                   | 2 episodios         |
| 2005        | Ghost Whisperer                   | Teo de la Costa                                           | 1 episodio          |
| 2006        | Ugly Betty                        | Carlo Medina                                              | 1 episodio          |
| 2007        | Grey's Anatomy                    | Clark West                                                | 1 episodio          |
| 2008        | Brothers & Sisters                | Mario                                                     | 1 episodio          |
| 2008        | True Blood                        | Jerry                                                     | 1 episodio          |
| 2009        | CSI: Miami                        | Alfonso Reyes                                             | 1 episodio          |
| 2009        | Mental                            | Dr. Arturo Suárez                                         | 13 episodios        |
| 2009 – 2010 | Melrose Place                     | Detective Rodriguez                                       | 8 episodios         |
| 2011        | Off The Map                       | Mateo                                                     | 9 episodios         |
| 2011        | The Glades                        | Raphael Dominga                                           | 1 episodio          |
| 2013 – 2014 | Sleepy Hollow                     | Detective Luke Morales                                    | 6 episodios         |
| 2013        | Witches of East End               | Anthony                                                   | 1 episodio          |
| 2014        | Resurrection                      | Diputado Connor Cupit                                     | 1 episodio          |
| 2014        | Modern Family                     | Diego                                                     | 1 episodio          |
| 2014 – 2015 | Jane the Virgin                   | Marco Esquivel                                            | 3 episodios         |
| 2015 – 2016 | The Flash                         | Dante Ramon                                               | 2 episodios         |
| 2016        | Bordertown                        | Ernesto González / J. C. González / Pablo Barracuda (voz) | 13 episodios        |
| 2016 – 2017 | Pretty Little Liars               | Marco Furey                                               | 12 episodios        |
| 2017        | Narcos                            | Agente López                                              | 2 Episodios         |
| 2017        | BoJack Horseman                   | Voz                                                       | 1 Episodio          |
| 2017- 2020  | The good doctor                   | Dr. Neil Melendez                                         | Personaje Principal |
| 2021        | La Brea                           | Levi Delgado                                              | Personaje Principal |